# Prolom, Bilohirsk
Prolom (în ucraineană Пролом) este un sat în comuna Vasîlivka din raionul Bilohirsk, Republica Autonomă Crimeea, Ucraina.

## Demografie
Componența lingvistică a localității Prolom
     Rusă (67,11%)
     Tătară crimeeană (25%)
     Ucraineană (7,46%)
Conform recensământului din 2001, majoritatea populației localității Prolom era vorbitoare de rusă (67,11%), existând în minoritate și vorbitori de tătară crimeeană (25%) și ucraineană (7,46%).